# Ján Krošlák
Ján Krošlák, né le 17 octobre 1974 à Bratislava, est un ancien joueur de tennis professionnel slovaque.

## Palmarès

### Titres en simple messieurs
| No | Date       | Nom et lieu du tournoi                | Catégorie    | Dotation  | Surface    | Finaliste        | Score     |  |
| -- | ---------- | ------------------------------------- | ------------ | --------- | ---------- | ---------------- | --------- |  |
| 1  | 09-10-1995 | Joyce Eisenberg Israel Open, Tel Aviv | World Series | 250 000 $ | Dur (ext.) | Javier Sánchez   | 6-3, 6-4  |  |
| 2  | 27-01-1997 | Shanghai Open, Shanghai               | World Series | 303 000 $ | Dur (ext.) | Aleksandr Volkov | 6-2, 7-62 |  |

### Finale en simple messieurs
| No | Date       | Nom et lieu du tournoi    | Catégorie   | Dotation  | Surface         | Vainqueur    | Score         |  |
| -- | ---------- | ------------------------- | ----------- | --------- | --------------- | ------------ | ------------- |  |
| 1  | 19-10-1998 | IPB Czech Indoor, Ostrava | Int' Series | 975 000 $ | Moquette (int.) | Andre Agassi | 6-2, 3-6, 6-3 |  |

### Finale en double messieurs
| No | Date       | Nom et lieu du tournoi   | Catégorie    | Dotation  | Surface         | Vainqueurs              | Partenaire   | Score    |  |
| -- | ---------- | ------------------------ | ------------ | --------- | --------------- | ----------------------- | ------------ | -------- |  |
| 1  | 14-10-1996 | IPB Czech Indoor Ostrava | World Series | 450 000 $ | Moquette (int.) | Cyril Suk Sandon Stolle | Karol Kučera | 7-6, 6-3 |  |